# Dorothy Tristan
Dorothy Tristan (* 9. Mai 1934 in Yorkville Heights, New York City, New York; † 7. Januar 2023 in LaPorte, Indiana) war eine US-amerikanische Drehbuchautorin und Schauspielerin mit Charakterrollen in Film, Fernsehen und dem Theater.

## Leben und Karriere
Dorothy Tristans Eltern entstammten der New Yorker Arbeiterklasse. Tristan arbeitete zuerst als Model, bevor sie ihre Schauspielkarriere auf der Bühne in den frühen 60er Jahren mit einer Wanderausstellung begann, wo sie in der Produktion von "Marat / Sade" erfolgreich die Rolle der Charlotte Corday verkörperte. 1968 wurde sie Teilnehmerin beim Jerome Robbins’ American Theater Laboratory. 1979 überzeugte sie die Kritiker in der Gene Feist und Michael Fried Produktion von William Inges Stück The Dark at the Top of the Stairs. Regie führte John Stix. Dort spielte sie an der Seite von Earl Hindman, Patricia Sales und Peter Burch.
1970 gab sie ihr Spielfilmdebüt an der Seite ihres ersten Mannes Aram Avakian in dem Filmdrama Der Weg in den Abgrund. Danach spielte sie neben Jane Fonda, Donald Sutherland und Roy Scheider in Alan J. Pakulas oscar-prämierten Thriller Klute. Neben Gene Hackman sah man sie 1973 in Jerry Schatzbergs Filmdrama Asphalt-Blüten. Kleinere Rollen spielte sie 1976 neben Robert Shaw und Geneviève Bujold in dem Abenteuerfilm Der scharlachrote Pirat, 1977 in dem Katastrophenfilm Achterbahn neben George Segal und Richard Widmark und 1986 in Paul Mazurskys Gesellschaftssatire Zoff in Beverly Hills.
In den 1970er Jahren hatte Tristan auch zahlreiche Auftritte in Episoden namhafter Fernsehserien wie in der Krimiserie Kojak – Einsatz in Manhattan 1974; der Westernreihe Rauchende Colts 1974; in der Science-Fiction-Serie Der unglaubliche Hulk 1977 oder 1979 in der Familiensaga Die Waltons.
Gelegentlich arbeitete sie als Drehbuchautorin, wie 1987 in dem Nick-Nolte-Drama Der stählerne Vorhang, bevorzugt in den Filmproduktionen ihres zweiten Ehemanns John D. Hancock.
Bis ins Jahr 1972 war Dorothy Tristan mit dem Regisseur und Filmeditor Aram Avakian verheiratet. Seit Dezember 1975 war sie die Ehefrau des Filmregisseurs und Produzenten John D. Hancock. Sie hatte zwei Kinder. Tristan verstarb im Alter von 88 Jahren in Folge einer langjährigen Alzheimer-Erkrankung.

## Filmografie (Auswahl)

### Als Schauspielerin
- 1970: Der Weg in den Abgrund (End of the Road)
- 1971: Klute
- 1973: Asphalt-Blüten (Scarecrow)
- 1974: Der Mann auf der Schaukel (Man on a Swing)
- 1975: Die schwarze Liste (Fear on Trial) (TV-Film)
- 1976: Der scharlachrote Pirat (Swashbuckler)
- 1976: Liebe ohne Hoffnung (Griffin and Phoenix) (TV-Film)
- 1977: Achterbahn (Rollercoaster)
- 1979: California Dreaming
- 1986: Zoff in Beverly Hills (Down and Out in Beverly Hills)
- 2015: The Looking Glass

### Als Drehbuchautorin
- 1978: Der weiße Hai 2 (Jaws 2) Co-Autorin neben Howard Sackler[5]
- 1987: Der stählerne Vorhang (Weeds)
- 1988: Jagdfieber (Steal the Sky) (TV-Film)
- 2000: A Piece of Eden
- 2001: Mayhem – Es gibt kein Entkommen (Suspended Animation)
- 2015: The Looking Glass